# الربيع الأكاديمي
كان الربيع الأكاديمي هو التصنيف، المستوحى من الربيع العربي، الذي استخدم لفترة قصيرة في عام 2012 للإشارة إلى تحركات الأكاديميين والباحثين والباحثين الذين يعارضون تقييد حقوق النشر وتداول المجلات الأكاديمية التقليدية وتعزيز الوصول المجاني عبر الإنترنت بدلا من ذلك.

## التاريخ
كانت هناك محاولات سابقة لزيادة توافر البحث العلمي المجاني والمحدث. في عام 2004 ، كانت هناك تقارير في وسائل الإعلام البريطانية عن "ثورة في النشر الأكاديمي" من شأنها أن تجعل البحث متاحا مجانا عبر الإنترنت، لكن العديد من العلماء استمروا في نشر أعمالهم في المجلات التقليدية ذات الأسماء الكبيرة مثل "الطبيعة". أصبحت الحواجز التي تحول دون الوصول المجاني للبحث العلمي الحديث موضوعا ساخنا في عام 2012 ، بعد أن انتشر منشور مدونة لعالم الرياضيات تيموثي جاورز في يناير. وفقا لصحيفة فاينانشال تايمز، تم تسمية الحركة من قبل دينيس جونسون من ميلفيل هاوس للنشر، على الرغم من أن العالم مايك تايلور اقترح أن الاسم جاء من الإيكونوميست.

## قانون الأعمال البحثية
في ديسمبر 2011 ، تم اقتراح قانون أعمال البحث في الكونجرس الأمريكي لتقييد الوصول المفتوح إلى الأبحاث التي تمولها الحكومة الفيدرالية الأمريكية. جاء ذلك في أعقاب تدابير مقترحة أخرى مماثلة مثل قانون حق المؤلف العادل في المصنفات البحثية. هذه المحاولات للحد من حرية الوصول إلى مثل هذه المواد مثيرة للجدل وأثارت الضغط لصالح وضد العديد من الأطراف المعنية مثل جمعية الناشرين الأمريكيين و جمعية المكتبات الأمريكية.

## تكلفة المعرفة
في يناير 2012 ، بدأ عالم الرياضيات في كامبريدج، تيموثي جاورز، مقاطعة المجلات التي نشرتها إلسفير. كان هذا جزئيا رد فعل على دعمهم لقانون أعمال البحث. ردا على منشور مدونة غاضب من قبل "جاورز"، تم إطلاق موقع تكلفة المعرفة من قبل قارئ متعاطف. تم إعداد عريضة عبر الإنترنت تسمى تكلفة المعرفة من قبل زميله عالم الرياضيات تايلر نيلون ، لجمع الدعم للمقاطعة. بحلول أوائل أبريل 2012 ، تم التوقيع عليه من قبل أكثر من ثمانية آلاف أكاديمي. اعتبارا من منتصف يونيو 2012 ، تجاوز عدد الموقعين 12000.

## الوصول 2 البحث
في مايو 2012 ، شكلت مجموعة من نشطاء الوصول المفتوح مبادرة أكسيس 2 للأبحاث التي استمرت في إطلاق عريضة إلى البيت الأبيض "للمطالبة بالوصول المجاني عبر الإنترنت إلى المقالات الصحفية الناشئة عن الأبحاث التي يمولها دافعو الضرائب".تم التوقيع على العريضة من قبل أكثر من 25000 شخص في غضون أسبوعين ، مما منحها ردا رسميا من البيت الأبيض.

## الوصول المفتوح
منذ حوالي عام 2000 ، كانت المجلات ذات الوصول المفتوح، والتي لا تفرض رسوما على القراء عبر الإنترنت، بدائل للمجلات التقليدية. ومن بين الناشرين الناجحين لهذه المجلات بيوميد سنترال التي تنشر أكثر من 200 مجلة، والمكتبة العامة للعلوم، التي تنشر سبع مجلات مفتوحة الوصول بما في ذلك بلوس وان.
كجزء من الربيع الأكاديمي، أعلن معهد هوارد هيوز الطبي وجمعية ماكس بلانك وويلكوم ترست في أبريل 2012 عن إنشاء إيليف, التي بدأت النشر في أكتوبر 2012.

## التعليقات وردود الفعل
جادل مايك تايلور بأن الربيع الأكاديمي قد يكون له بعض النتائج غير المتوقعة بما يتجاوز الفوائد الواضحة. في إشارة إلى عمل عالم الفيزياء الحيوية كاميرون نيلون، يقول إنه نظرا لأن العلم الحديث يعتمد الآن على الشبكات التي تعمل بشكل جيد أكثر من الأفراد، فإن إتاحة المعلومات مجانا قد يساعد التحليلات المستندة إلى الكمبيوتر على توفير فرص لتحقيق اختراقات علمية كبيرة. رحب المسؤولون الحكوميون والجامعيون باحتمال التوفير في الاشتراكات التي ارتفعت تكلفتها، بينما تقلصت ميزانيات الجامعات. أشار مارك والبورت، مدير ويلكوم ترست، إلى أن رعاة العلوم لا يمانعون في الاضطرار إلى تمويل النشر بالإضافة إلى البحث. لم يكن الجميع داعما للحركة، حيث وصفها الناشر العلمي كينت أندرسون بأنها " خطاب ضحل يستهدف الهدف الخطأ."